# Visoko, Ig
Visoko este o localitate din comuna Ig, Slovenia, cu o populație de 116 locuitori.